# Filtr cząsteczkowy

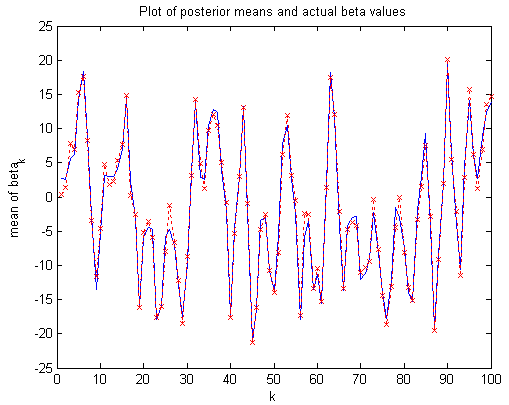
Przykład rozkładu po zastosowaniu filtra cząsteczkowego

Filtr cząsteczkowy (sekwencyjna metoda Monte Carlo, SMC) – metoda nieliniowej filtracji, polegająca na oszacowaniu rozkładów prawdopodobieństwa docelowego przez rozkłady empiryczne, skupione na zestawie próbek zwanych cząsteczkami. Próbki wyznaczane są przez algorytm sekwencyjny, łączący metody losowania istotnego (ang. importance sampling) z technikami ponownego próbkowania (ang. resampling).
Nazwę filtr cząsteczkowy zaproponował Pierre Del Moral, natomiast sekwencyjną metodę Monte Carlo Jun S. Liu i Rong Chen, oba terminy używane są zamiennie.